# Niconé
Niconé, de son vrai nom Alexander Gerlach (né le 4 janvier 1976 à Dresde), aussi connu sous le nom de Lexy, est un producteur et disc jockey allemand de techno.

## Biographie
Alexander Gerlach est graphiste de formation. Depuis le milieu des années 1990, il est actif en tant que producteur et remixeur de musique électronique. En 1999, il forme avec Kai Michael Paul le duo Lexy und K-Paul, avec lequel il connaît un succès international.
Entre 2003 et 2006, il fait partie du groupe Die Raketen. En 2006, il fonde avec Philip Bader le label Dantze. Depuis cette époque, il produit de la house sous le nom de Niconé et se produit également plus souvent en duo avec Sascha Braemer. En 2009, son premier album Color Me Music sort sous le nom de Lexy. En 2016, il publie son album Luxation,.

## Discographie

### Albums studio
- 2009 : Color Me Music (sous le nom Lexy, musicismusic)
- 2011 : Romantic Thrills (avec Sascha Braemer)
- 2013 : Let Love Begin (Stil vor Talent)
- 2015 : Slowen (NCNE)
- 2016 : Luxation (Katermukke)

### Singles et EP
- 2007 : I Like Love
- 2008 : Everything So Clear
- 2008 : Una Rosa
- 2009 : Abayomi
- 2009 : We Love It (avec Philip Bader)
- 2010 : I Come to You/Hanaetano (avec Umami)
- 2013 : Burnhain
- 2014 : Harmofonie (avec Gunjah)
- 2016 : Dramama
- 2018 : Can't Can't (avec Lunar Disco)

### DJ mixes
- 2011 : SonneMondSterne X5 (avec Oliver Koletzki)